# Paragonimiasis
Paragonimiasis is een infectie met de platwormen van het geslacht Paragonimus. Deze aandoening komt voor in de tropen met Paragonimus westermani (Azië, Paragonimus mexicanus (Midden-Amerika, Zuid-Amerika) en Paragonimus africanus (Afrika) als verwekkers.
Overdracht van Paragonimus vindt plaats door het eten van rauwe krabben die in zoet water leven en rivierkreeften. Vanuit het maag-darmkanaal migreert deze worm door de buikholte en het diafragma naar de longen. Door ophoesten en inslikken komen de larven in het maag-darmkanaal en verlaten het lichaam met de ontlasting. Het klinische beeld van paragonimiasis bestaat uit koorts, productief hoesten met uiteindelijk hemoptoë, holtevorming en fibrosering door vernietiging van longweefsel. Eventueel kan Paragonimus zich ook manifesteren in de buikholte of het centraal zenuwstelsel, waarbij zelfs de hersenen kunnen worden aangetast. 
De ziekte kan succesvol behandeld worden met antibiotica. Goede sanitaire voorzieningen en het koken van kreeftachtigen voor consumptie zijn essentieel om verdere besmettingen te voorkomen. 